# Drosophila acroria
Drosophila acroria este o specie de muște din genul Drosophila, familia Drosophilidae, descrisă de Wheeler și Hajimu Takada în anul 1962.
Este endemică în Columbia. Conform Catalogue of Life specia Drosophila acroria nu are subspecii cunoscute.